# Matějovice (Rusín)

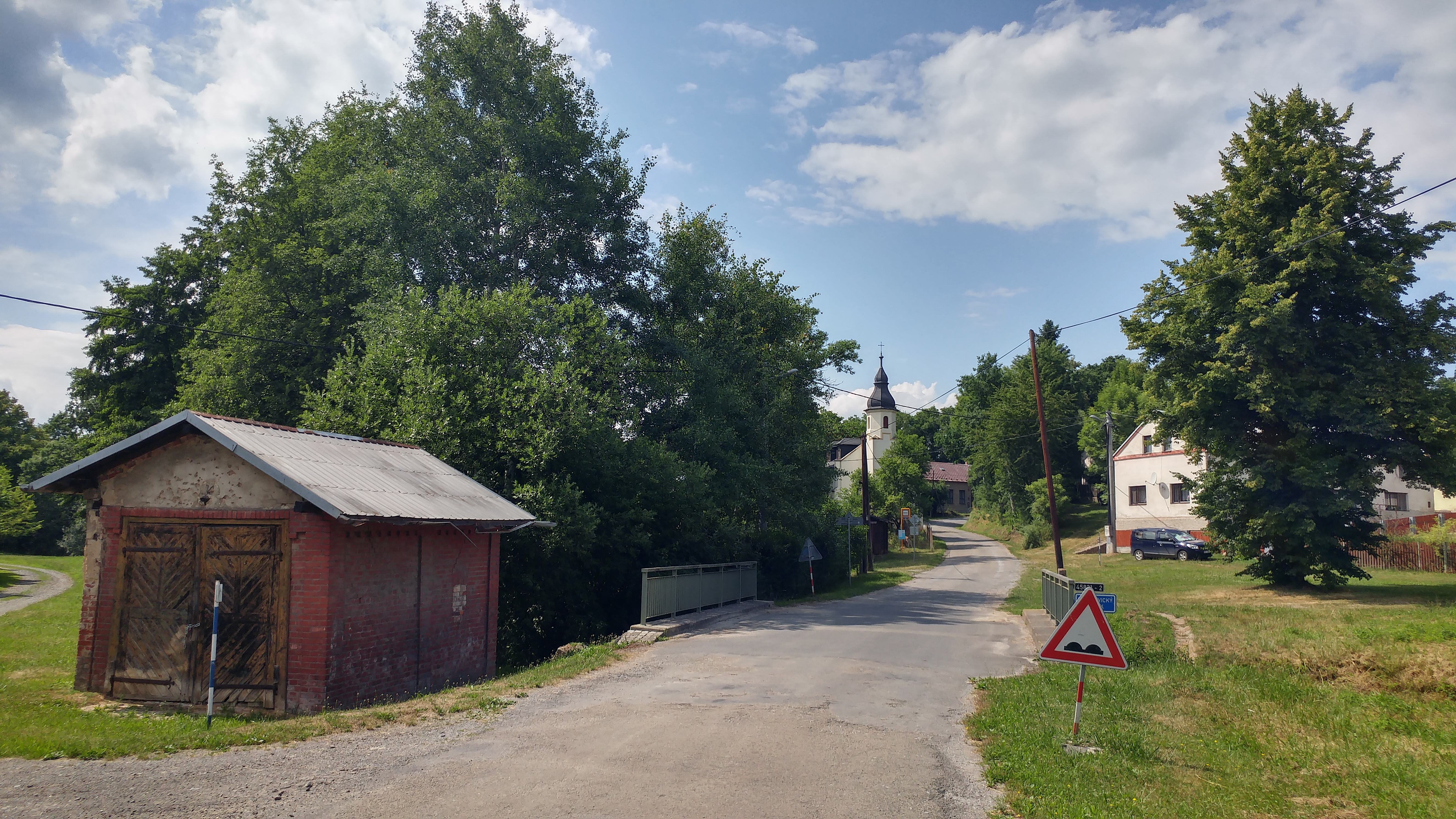
Dorfstraße

Matějovice (deutsch Matzdorf) ist ein Ortsteil der Gemeinde Rusín (Rausen) in Tschechien. Er liegt fünf Kilometer südöstlich von Osoblaha (Hotzenplotz) bzw. sieben Kilometer nordwestlich von Głubczyce (Leobschütz) an der Grenze zu Polen und gehört zum Okres Bruntál.

## Geographie
Matějovice ist als Längsangerdorf angelegt und erstreckt sich in der Talmulde des Matějovický potok (Blümsdorfer Bach) am Rande der Slezská nížina (Schlesische Tieflandsbucht) in der Osoblažská nížina (Hotzenplotzer Tiefland). Nördlich erhebt sich der U Mincerky (289 m. n.m.) und im Westen der Kotlový vrch (Kesselsberg, 286 m. n.m.). Gegen Nordosten befindet sich auf polnischen Gebiet der zum Leobschützer Stadtforst gehörige Las Marysieńka (Buchwald).
Nachbarorte sind Tarnkowa (Trenkau) im Norden, Lwowiany (Schlegenberg) und Głubczyce-Las Marysieńka (Försterei Buchwald) im Osten, Kwiatoniów (Blümsdorf), Gadzowice (Schmeisdorf) und Gołuszowice (Kreuzendorf) im Südosten, Rusín im Süden, Hrozová (Grosse), Slezské Rudoltice (Roßwald) und Koberno (Kawarn) im Südwesten, Ostrá Hora (Schärfenberg) und Bohušov (Füllstein) im Westen sowie Kašnice (Kaschnitzberg), Sławoszów (Amaliengrund) und Dobrogostów (Kolonie Karlsberg) im Nordwesten.

## Geschichte
Die erste schriftliche Erwähnung des Dorfes erfolgte 1266 in einer Lehnsurkunde des Olmützer Bischofs Bruno von Schauenburg für Dietrich von Füllstein. Matějovice war ein Lehngut des Bistums Olmütz. Während der Hussitenkriege wurde das Dorf niedergebrannt. Im 16. Jahrhundert gehörte das Gut der Familie Bochdanowski von Schneckenhaus. Nachfolgender Grundherr war ab 1611 Johann Georg Kotulinsky von Kotulin, der Matzdorf an sein gut Deutsch Paulowitz anschloss. Nach den Freiherren Kotulinsky folgten  ab 1660 die Herren von Tharoulle als Grundherren. Letztere verkauften das Gut 1714 an die Ritter von Sternegg. Mit dem Tode des Georg von Sternegg wurde das Gut 1740 caduk und für 11.000 Gulden an Johann Christoph von Bartenstein verkauft, der es mit seiner Herrschaft Hennersdorf vereinigte. Nach dem Ende des Ersten Schlesischen Krieges wurde 1742 nördlich und östlich von Matzdorf die neue Grenze zu Preußisch Schlesien gezogen. Dabei entstand eine kuriose Grenzsituation: die ansonsten auf preußischem Gebiet liegende Fahrstraße von Hotzenplotz nach Leobschütz führte am Eichhörnelkretscham auf einer Länge von ca. 400 m durch Mähren. Der einen Kilometer nordöstlich von Matzdorf gelegene Eichhörnelkretscham wurde um 1760 abgerissen. Bis 1783 gehörte Matzdorf – wie die anderen mährischen Enklaven – zum Prerauer Kreis, danach zum Troppauer Kreis.
Im Jahre 1835 bestand das Dorf Matzdorf bzw. Matiegowice aus 54 Häusern mit 417 deutschsprachigen und katholischen Einwohnern, die von der Landwirtschaft und Gewerbe lebten. Im Ort gab es eine herrschaftliche Schäferei und eine Schule; abseits – im Tal des Grossebaches – lag eine Mahlmühle. Pfarrort war Füllstein. Grundherr war Emmanuel Freiherr von Bartenstein. Der grundherrliche Anteil der Nutzfläche umfasste 802 Joch Hutweiden, 148 Joch Ackerland, 19 Joch Wald und 14 ½ Joch Wiesen; die Untertanen besaßen 361 Joch Ackerland, 27 Joch Wald, 14 Joch Hutweiden und elf Joch Wiesen. Bis zur Mitte des 19. Jahrhunderts blieb Matzdorf ein an die Herrschaft Hennersdorf angeschlossenes Lehngut des Olmützer Domkapitels. In dieser Zeit wurde dicht neben dem ehemaligen Eichhörnelkretscham ein neuer Ausspann mit Poststation an der preußischen Straße – die Stöberei – errichtet.
Nach der Aufhebung der Patrimonialherrschaften bildete Matzdorf ab 1849 mit den Wohnplätzen Matzdorfer Mühle und Stöberei eine Gemeinde im Gerichtsbezirk Hotzenplotz. Ab 1869 gehörte Matzdorf zum Bezirk Jägerndorf, im selben Jahr wurde die Kolonie Kaschnitzberg nach Matzdorf umgemeindet. Zu dieser Zeit hatte das Dorf 348 Einwohner und bestand aus 54 Häusern. Im Jahre 1900 lebten in Matzdorf 295 Personen, 1910 waren es 257. Kaschnitzberg löste sich 1915 los und bildete eine eigene Gemeinde. Das Gasthaus an der preußischen Straße führte seit Beginn des 20. Jahrhunderts den Namen Münzerei. Beim Zensus von 1921 lebten in den 63 Häusern der Gemeinde Matzdorf/Matějovice mit den Einschichten Matzdorfer Mühle / Matějovický Mlýn und Münzerei / Mincerka 245 Personen, darunter 230 Deutsche und ein Tscheche. Im Jahre 1930 bestand die Gemeinde Matzdorf aus 62 Häusern und hatte 253 Einwohner; 1939 waren es 224. Zwischen 1928 und 1930 entstand die Bezirksstraße nach Rausen. Nach dem Münchner Abkommen wurde die Gemeinde 1938 dem Deutschen Reich zugesprochen und gehörte bis 1945 zum Landkreis Jägerndorf. Während der Oberschlesischen Operation wurde das Dorf im März 1945 von der 59. Armee eingenommen. Bei den Kämpfen wurde u. a. das Gasthaus Münzerei zerstört. Die Anfang 1945 in die Gegend von Freiwaldau evakuierte Bevölkerung kehrte im Mai 1945 in den Ort zurück. Nach dem Ende des Zweiten Weltkrieges 1945 wurde die Gemeinde wieder Teil der Tschechoslowakei. Die deutschsprachige Bevölkerung wurde 1946 fast vollständig vertrieben. 1947 wurde das Dorf mit Wolhynientschechen besiedelt. Nach der Vertreibung wurde die Kapelle des hl. Antonius nur noch vereinzelt für Gottesdienste genutzt. Im Jahre 1950 lebten in den 39 Häusern von Matějovice 134 Personen. Da die polnische Straße an der ehemaligen Mincerka durch tschechoslowakisches Territorium führte, erfolgte in den 1950er Jahren eine Grenzbereinigung; der bis an den Las Marysieńka reichende nordöstliche Zipfel der Gemarkung Matějovice mit der Straße und der Wüstung Mincerka wurde polnisch, als Ausgleich erhielt die Tschechoslowakei eine gleich große Fläche aus der südwestlichen Gemarkung von Tarnkowa. Infolgedessen verläuft die polnische Straße nicht mehr über ausländisches Gebiet. 1961 wurde die Gemeinde Matějovice in den Okres Bruntál umgegliedert. Die Schule wurde 1963 geschlossen und die Kinder in Rusín unterrichtet. Ab 1964 bestand in Rusín ein gemeinsamer örtlicher Nationalausschuss mit Hrozová und Matějovice. Im Jahre 1970 hatte Matějovice nur noch 64 Einwohner. Zum 1. Januar 1980 erfolgte die Eingemeindung nach Rusín. Im Jahre 1991 hatte das Dorf 21 Einwohner und bestand aus sieben Wohnhäusern. Nachdem die Gemeinde Rusín 2001 den Abriss der Kapelle plante, wurde diese von der heutigen Besitzerin erworben und als Wohngebäude saniert. Beim Zensus von 2011 lebten in den 15 Häusern von Matějovice wiederum 21 Personen.

## Ortsgliederung
Der Ortsteil Matějovice bildet einen Katastralbezirk. Zu Matějovice gehört die Wüstung Matějovický Mlýn (Matzdorfer Mühle).

## Sehenswürdigkeiten
- Kapelle des hl. Antonius von Padua; sie wurde wahrscheinlich in der ersten Hälfte des 18. Jahrhunderts errichtet. Die älteste der Glocken trägt die Inschrift St. Antonius 1735. Auf Veranlassung des Breslauer Domprälaten Josef Neukirch wurde die Kapelle 1878 deutlich erweitert. Nach 1966 wurde die ungenutzte Kapelle ausgeraubt und verwüstet. Seit 2001 befindet sich die Kapelle in Privatbesitz und wird zu Wohnzwecken genutzt.
- Matějovická jeskyně, auch Venušina (Venushöhle) genannt, Pseudokarsthöhle im Kalksandstein mit zwei begehbaren Gängen von 30 m Länge:
- Mehrere Flurkreuze